# HMS Antelope (F170)
La HMS Antelope (F170) fue una fragata Tipo 21 (o clase Amazon) de la Royal Navy (RN). Fue puesta en gradas en 1971, botada en 1972 y asignada en 1975.
Durante la Guerra de Malvinas combatió en la batalla de San Carlos y fue hundida el 24 de mayo de 1982 por una bomba arrojada por aviones de ataque argentinos A-4 Skyhawk.

## Guerra de las Malvinas
El 21 de mayo de 1982, arribó a su zona designada de operaciones (zona norte del Estrecho de San Carlos).
El 23 de mayo de 1982, se encontraba cubriendo la cabeza de playa establecida dos días antes en la entrada al Puerto San Carlos, cuando fue atacada por cuatro A-4B Skyhawk del Grupo 5 de Caza (escuadrilla Nene, capitán Pablo Carballo, primer teniente Luciano Guadagnini, teniente Carlos Alfredo Rinke, alférez Hugo Gómez). Apenas fueron avistados, comenzaron a recibir fuego antiaéreo de la fragata y de los infantes en tierra de la cabeza de playa. Cuando un misil, presuntamente un Rapier, estalla debajo del avión del capitán Carballo, envolviéndolo en una nube de tierra y rocas levantadas del suelo, ya que estaba a escasos diez metros de altura. El avión casi se invierte y Carballo se preparó para eyectarse. Aun así no perdió comandos, pudiendo dominar a su A-4 y salió del ataque. El alférez Gómez que venía detrás, atraviesa la nube de rocas y humo y libera una bomba sobre el buque objetivo; por fortuna puede "saltar" a la fragata con su avión e inicia la carrera de escape hacia el continente.
El avión de Carballo fue dañado por la explosión de un misil, debajo de su ala izquierda, por lo que aborta su ataque. El primer teniente Guadagnini puede lanzar sus bombas sobre la fragata.
Según el capitán Mick J. Tobin, comandante del HMS Antelope declaró que dos bombas penetraron en el casco de su buque sin estallar, matando a un tripulante( Mark Sthepens de 18 años) y causando daños considerables, que neutralizaron a la embarcación. Como Carballo no pudo disparar, el teniente Rinke afirma que disparó sobre un porta helicópteros y cada avión llevaba una bomba de 1000 libras, los impactos corresponden a los de Gómez y Guadagnini. Posterior a su lanzamiento, el avión del primer teniente recibe fuego que lo desestabilizan y no puede evitar estrellarse contra las antenas del buque que atacó, desintegrándose en el acto. Sin posibilidad de salvación, el primer teniente Luciano Guadagnini perece cumpliendo con su deber.

La HMS Antelope fue remolcada hacia el interior del Estrecho de San Carlos, siendo fondeada en la Bahía Ajax. Con dos bombas sin explotar a bordo y un incendio controlado, los británicos deciden evacuar la fragata excepto por el personal esencial para desactivaciones y control de daños. En la noche del 23 al 24, y mientras el personal de desactivación intentaba desactivar una de las bombas, ésta estalla ( El Sgt. James Prescott de los Royal Enginers fallece en el acto) y el incendio consiguiente alcanza un pañol de misiles Sea Cat. Las explosiones continuaron durante la noche. Al día siguiente la fragata permanecía todavía a flote, pero su quilla se había roto y la superestructura se fundió en un montón de hierros retorcidos. El Antelope se rompió por la mitad y se hundió ese día.
La fragata se vio conmovida por una explosión que la parte en dos, (foto que se convirtió en una de las imágenes icónicas de la guerra de las Malvinas), y se hundió en la mañana del 24 de mayo.

## Después de la Guerra de las Malvinas
El 27 de enero de 2002, un equipo de buceo del HMS Montrose (F236) sustituyó la bandera naval del Antelope. El pecio ha sido designado como una zona prohibida por la Ley de protección de pecios de las Islas Malvinas

## Comandantes
| De   | A    | Capitán                           |
| ---- | ---- | --------------------------------- |
| 1974 | 1976 | Commander Nicholas Hill-Norton RN |
| 1977 | 1977 | Commander B W Turner RN           |
| 1977 | 1979 | Commander P B Rowe MVO RN         |
| 1980 | 1982 | Commander Nick Tobin              |